# 2023年9月中国大陆

## 9月4日
- 上午8時許，重慶市奉节县永安街道夔州東路吳家灣康寧社區奉節縣人民醫院發生持刀捅殺事件，造成1人死亡、1人受傷。當時患者的58歲王某家屬在該院持水果刀將38歲劉某、43歲靳某2名醫生刺傷後，又持該刀具朝自己胸口刺一刀。死者劉某被連刺14刀[1]。

## 9月7日
- 因颱風海葵殘餘雲帶影響，中國廣東省珠三角地區降下暴雨，香港一小時降雨量突破1884年有史以來最高紀錄[2][3]。
- 下午3時40分許，內蒙古自治區鄂爾多斯市杭锦旗独贵塔拉镇獨貴塔拉工業園區億鼎生態農業開發公司氣化廠房發生高壓氣體噴出事故，造成10人死亡、3人受傷[4][5]。
- 下午5時許，四川省達州市大竹县妈妈镇竹石路毛店子陡坡拐彎處發生相撞事故，造成5人死亡、16人受傷。初步調查，事故原因為貨車在下坡向右轉彎時失控而發生側翻，壓向上行駛的中型客車。客車核載30人、實載20人，貨車實載1人，共21人[6]。

## 9月13日
- 四川省成都市簡陽市石钟镇勝鋒村中交第二航務工程局有限公司承建的金簡仁快速路跨沱江大橋項目塔吊於上午在頂升過程發生垮塌，造成6人死亡、5人受傷[7]。

## 9月19日
- 下午5時20分許，江蘇省宿遷市宿豫区大興鎮、經開區南蔡乡等地發生龍捲風，造成5人死亡、4人受傷。龍捲風等級為EF2級[8]。
- 晚間8時30分，江蘇省鹽城市阜寧縣因受龍捲風影響發生極端天氣災害，造成5人死亡、4人受傷，傷者均為輕傷。龍捲風等級為EF3級[9]。

## 9月20日
- 2023–24年亞足聯冠軍聯賽期间，武汉三镇队以2:2打平日本浦和红钻队[10]。在比赛过程中，武汉三镇球迷不断以日文“ばか”(笨蛋)辱骂浦和红钻。一名武汉三镇男性球迷在场外焚烧日本国旗。比赛开始前，武汉三镇球迷在观众席高举以中文和日文书写的“海洋在哭泣”横幅。由于国际足联禁止在比赛期间于赛场内及其周围发布政治言论，因此武汉三镇球迷可能已违反相关规定。未知此事件在国际足联和亚洲足联是否会引发反应。日本足球協會、浦和红钻均尚未对该起事件发表回应[11]。

## 9月21日
- 上午11時許，河北省滄州市東光縣東光鎮一間工廠發生爆炸，造成2人死亡。當時爆炸出現蘑菇雲[12]。

## 9月23日
- 2022年亚洲运动会在浙江省杭州市滨江区西兴街道杭州奥体中心体育场举行[13]，习近平和夫人彭丽媛及多国领导人出席开幕式[14]。

## 9月24日
- 上午8時許，四川省資陽市安岳縣永清鎮大岩村發生互毆致死事件，2名村幹部開會時因意見不一致發生矛盾而互毆，造成1人死亡、1人被拘捕，死者為一名59歲村組長，另一名為涉事副職村幹部周某某[15]。
- 上午8时10分许，贵州省六盘水市盘州市盘关镇贵州盘江精煤股份有限公司山脚树煤矿发生事故，造成16人死亡。事故原因初步判断为运输胶带着火[16]。
- 一名居住在河北省承德市双桥区的程序员马某某于2019年9月至2022年11月使用国际联网为土耳其公司工作，通过翻墙在GitHub上领取公司任务并编写代码，在support上回答用户问题，使用Zoom远程办公。承德市公安局双桥分局对其行政处罚罚款200元，并没收其违法所得1,058,000元人民币。该事件引发社会舆论关注。有评论认为，当局此举性质恶劣，会进一步对想通过翻墙获得真实信息的网民群体起到吓阻作用[17][18][19][20]。

## 9月26日
- 上午11時30分許，甘肅省蘭州市七里河區土门墩街道蘭通廠社區壹柒叄牛肉麵館發生火災，造成1人死亡、1人受傷。事發時，2名施工人員在該牛肉麵館二樓平台進行屋頂防水及平台醇基燃料罐加裝遮雨棚工作，進行焊接切割作業時引燃約3立方米的醇基燃料罐。過火面積約20平方米[21]。

## 9月28日
- 凌晨2時許，廣西梧州市广佛肇高速公路S4011路段發生連環車禍，造成5人死亡、15人受傷，其中傷者1人傷勢較重。共導致12輛車連環車禍[22]。
- 恒大集团执行董事及董事会主席许家印因涉嫌违法犯罪，已被依法采取强制措施。该集团股份由9月28日上午9时正起于联交所停止买卖[23]。